# 長屋 (日本)

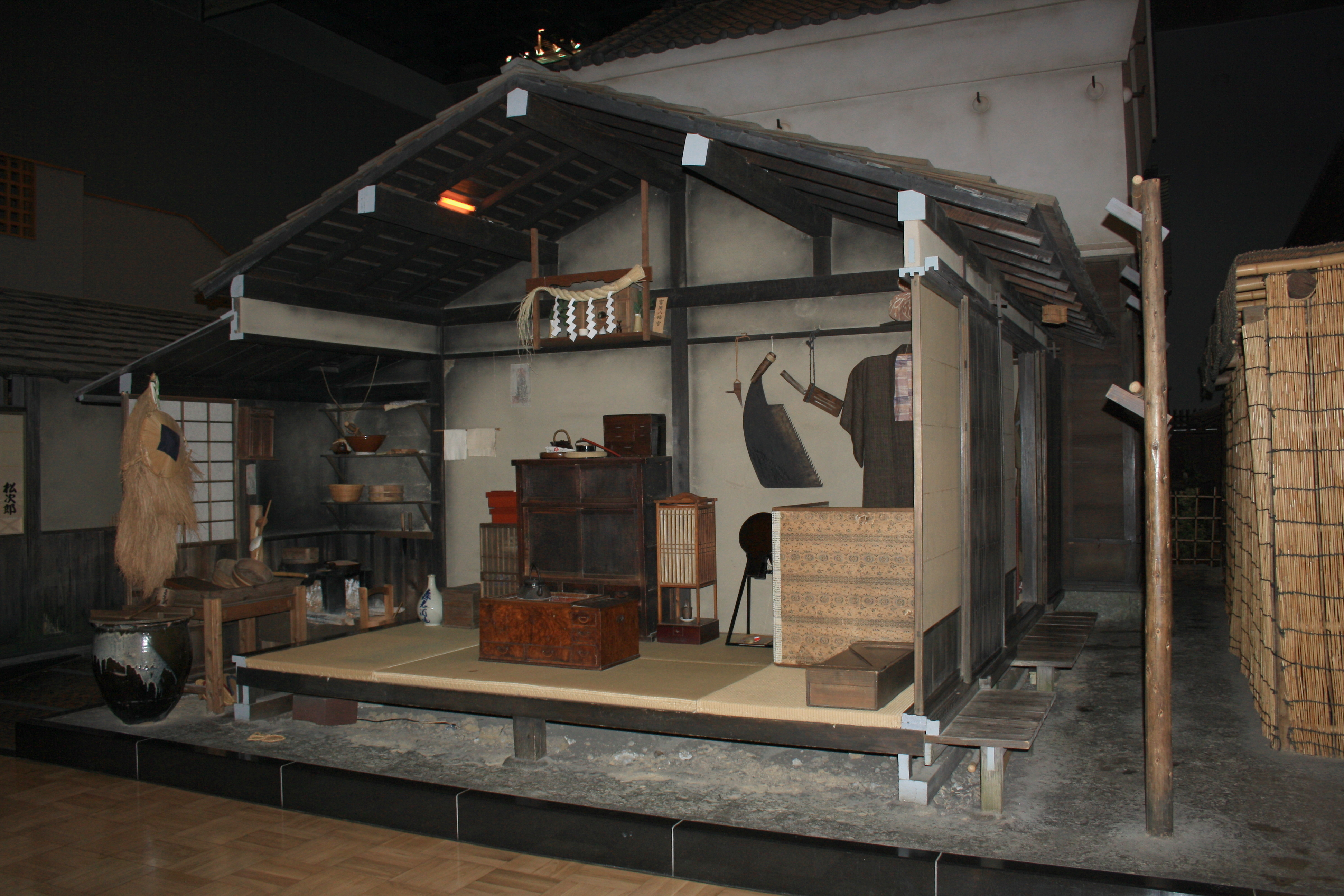
1×2.5间江户长屋（约2×5米）的博物馆复制品。左侧是面积与一个榻榻米相当的厨房，右侧是铺有四个榻榻米的地板和第二扇门，门上有小緣側。棟割長屋通常只有一扇厨房门。

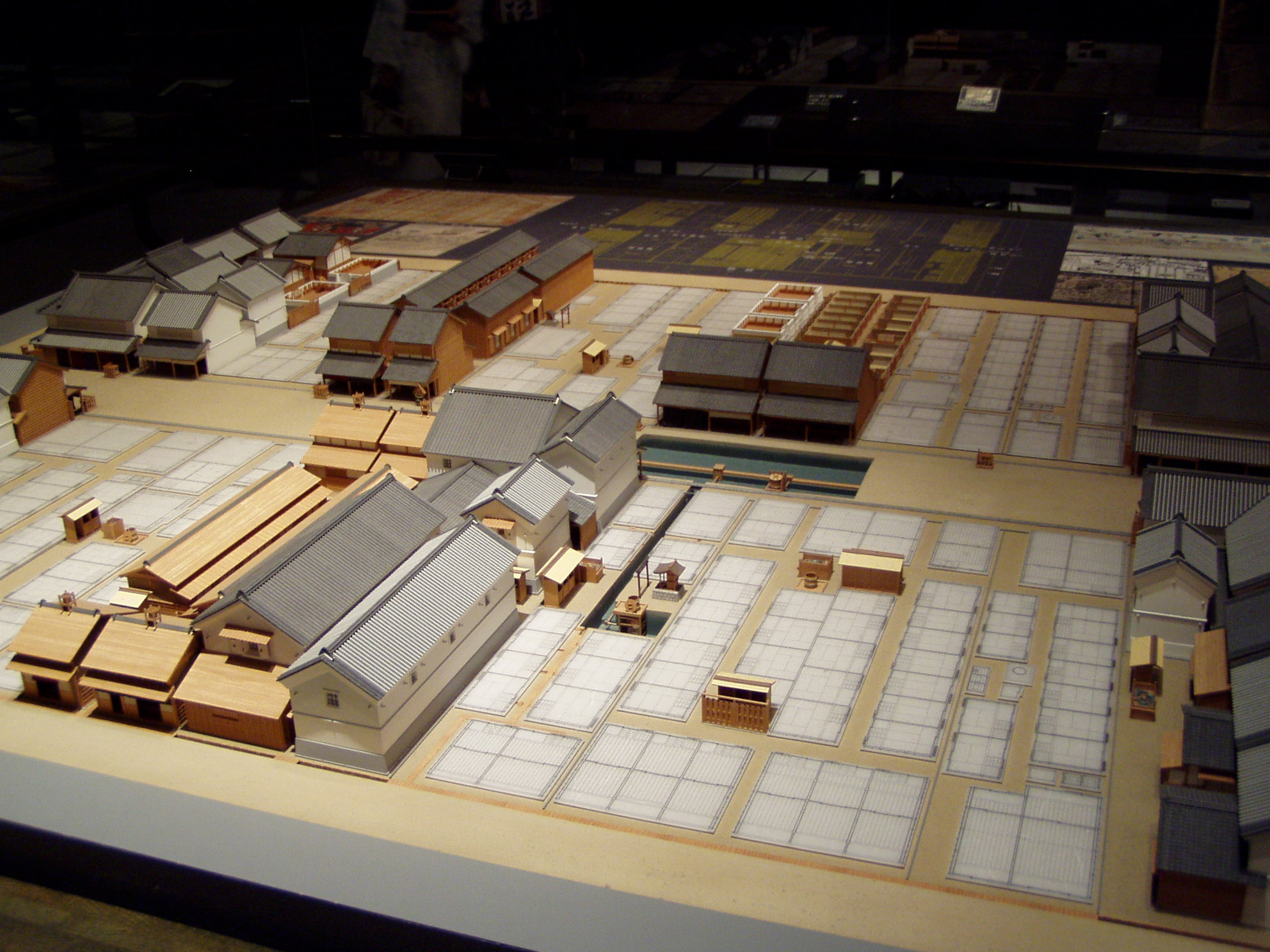
江户的长屋街坊规划图；房屋面积从4.5到16个榻榻米不等（全尺寸视图可见）

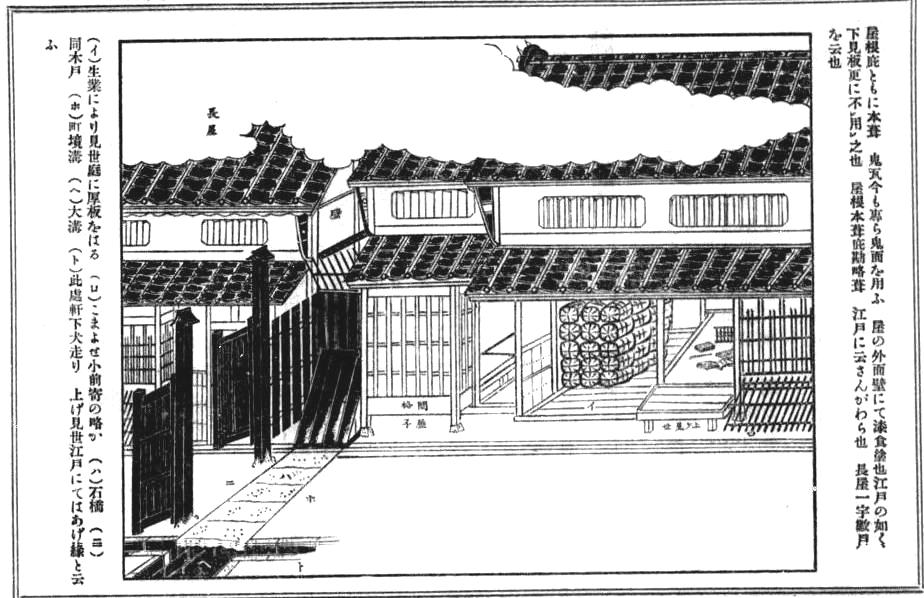
对长屋的古早描绘

長屋是日本江户时代（1603年至1868年）一种典型的排屋。
顾名思义，长屋是一个位于同一屋脊下的长形复合住宅，通常为一至两层楼高，分成小隔间出租。水井、厕所和垃圾处理设施是共用的。长屋中的大部分住户仅有一间卧室和厨房。历史上，与之类似的房屋通常围绕着富裕的庄园或城堡建造，以供低级武士居住。此后亦接纳平民居住。长屋的两端一般是商店，而店主通常住在相邻的房间里。较富裕的租户住在临街的房间。长屋的租户通常没有家人。房间是泥土地板，面积为 8-10 平方米。
长屋有时也被称为“烧家”，因其易燃性而得名。
如果大门位于一行长屋中的某一间排屋，该房一般就会被称为“长屋门”。